# Щербаков, Владимир Фёдорович
Владимир Фёдорович Щербаков — советский хозяйственный, государственный и политический деятель.

## Биография
Родился в 1924 году в селе Лепёшки Пушкинского района. Член КПСС.
С 1939 года — на хозяйственной, общественной и политической работе. В 1939—1982 гг. — электромонтёр на столичном заводе «Изолятор», участник Великой Отечественной войны, слесарь, начальник цеха завода «Изолятор», первый заместитель председателя, председатель исполкома Ленинградского районного Совета депутатов трудящихся города Москвы, начальник Главного управления жилищного хозяйства исполкома Московского городского Совета.
Избирался депутатом Верховного Совета РСФСР 7-го созыва.
Делегат XXIII и XXIV съездов КПСС.
Умер в Москве в 1982 году.